# Burg Burghagen
Die Burg Burghagen ist eine abgegangene mittelalterliche Höhenburg nordwestlich des Ortsteils Wolfshagen im Harz der Gemeinde Langelsheim im Landkreis Goslar in Niedersachsen.
Ungeachtet ihrer Größe erscheint die Burg Burghagen nicht in der schriftlichen Überlieferung. Bauherr, Erbauungszeitpunkt und das Datum ihrer Aufgabe sind unbekannt. Dies ist wohl auch der Tatsache zu verdanken, dass sie offenbar nie vollendet wurde. Das benachbarte Dorf Wolfshagen war 1316 im Besitz des Herzogs Heinrich des Wunderlichen von Braunschweig-Grubenhagen. Es ist deshalb anzunehmen, dass auch die Burg unter welfischer Herrschaft erbaut wurde. Von der Burg ist bisher kein Fundmaterial bekannt, archäologische Untersuchungen haben noch nicht stattgefunden. Aufgrund ihrer Gestalt ist eine Datierung in das 13./14. Jahrhundert wahrscheinlich.

## Beschreibung
Die Burg Burghagen liegt auf einem in Südwest-Nordost-Richtung verlaufenden Kamm über dem Tal der Innerste. Sie ist durch Halsgräben in vier Abschnitte unterteilt, die als Deckwerk, Hauptburg, Vorburg I und Vorburg II bezeichnet werden.
Die Hauptburg liegt auf einer Felskuppe und umfasst ein Areal von ca. 25 × 60 m. An ihrem Südwesteck ist das Fundament eines quadratischen Bergfrieds von 7,70 m Seitenlänge bei 2,7 m Mauerstärke erkennbar. An den Rändern finden sich Spuren einer Ringmauer, zudem deuten Vertiefungen die Lage von Gebäuden und Kellern an. Im Südwesten wird die Hauptburg durch einen 20 m breiten, in den Fels geschlagenen Halsgraben abgetrennt. Jenseits desselben verläuft ein Vorwall mit einem rundlichen Hügel, unter dem sich eventuell der Rest eines Rundturmes verbirgt. 

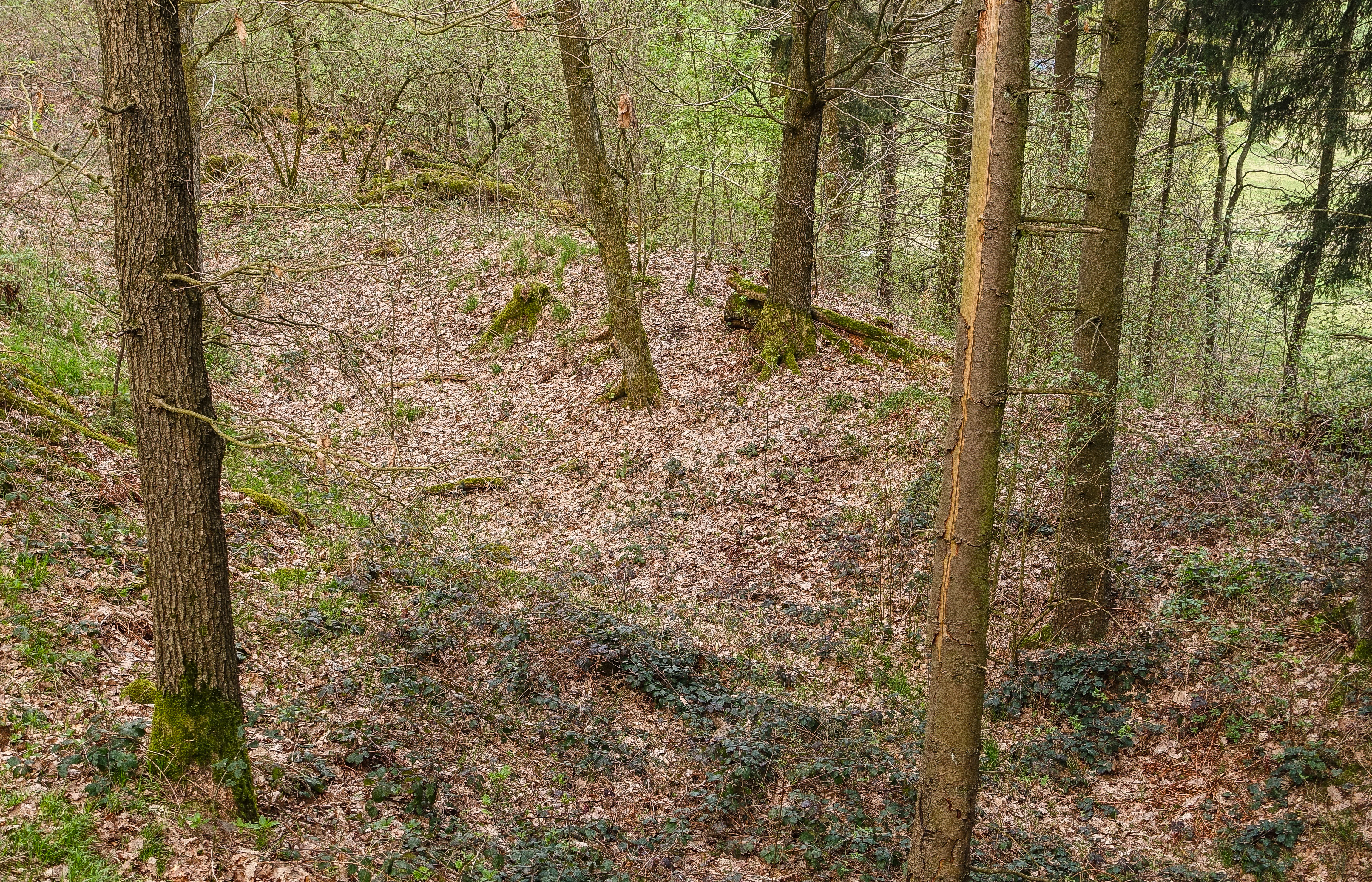
Vorwall im Bereich der Hauptburg der Burg Burghagen

Der Vorwall setzt sich beiderseits der Hauptburg und Vorburg I zusammen mit einem inneren Ringgraben fort. Sein nordwestlicher Ausläufer geht in eine 40 × 50 m messende, aufgeschüttete Terrasse über. Zur Sicherung gegen das flache Gelände im Südosten ist zudem an den Vorwall ein durch einen sichelförmigen Wall gebildeter Zwinger vorgelagert. 
Nach Nordosten folgt auf die Hauptburg nach einem Halsgraben die 25 × 40 m große Vorburg I auf einer weiteren Felskuppe, die von einem separaten Wall umgeben ist. Jenseits eines weiteren Halsgrabens liegt auf der nächsten Felskuppe die 20 × 50 m große Vorburg II. Den nordöstlichen Abschluss bildet ein letzter Halsgraben. Die Gesamtlänge der Anlage beträgt 230 m. 70 m nordöstlich durchschneidet ein alter, von Wolfshagen zur Innerste führender Hohlweg den Kamm.